# Себастьяно Серліо
Серліо, тобто Себастьяно Серліо (італ. Sebastiano Serlio 6 вересня 1475, Болонья — 1554, можливо, в Ліоні) — архітектор, теоретик архітектури, видатний представник маньєризму і школи Фонтенбло у Франції.

## Біографія
Народився і жив в місті Болонья. Первісні художні навички отримав від батька. Починав як художник, бо тоді найкращі молоді таланти йшли в художники (Боттічеллі, Перуджино, Рафаель, Лоренцо Лотто, Джорджоне, Тіціан). Художником починав і свою кар'єру геніальний архітектор Браманте. Як інженер проектував фортеці.

## Римський період
З 1514 року Серліо в Римі, де працював в архітектурній майстерні Бальдассаре Перуцці. У зв'язку з пограбуванням Риму 1527 р.будівельні роботи там припинилися, а життю багатьох майстрів загрожувала смерть.

## Перебування у Венеції
Себастьяно перебрався в Венецію, де мешкав у 1527—1540-х рр. Довго працював над серією книжок по архітектурі. Ймовірно, від перебування у Венеції після Серліо мало що залишилося. Адже будівництво у Венеції мало власні особливості — там потрібно було враховувати вологі ґрунти і знати технології побудови споруд на палях.
З семи замислених надрукувати встигли не всі. Першою у 1537 р. була надрукована одразу четверта книга «Загальні правила архітектури».
Вона уславила майстра і той дістав запрошення на роботу у Фонтенбло від короля Франції.

## Життя і творчість у Франції
Він представник так званої першої  школи Фонтенбло. За припущеннями, Серліо привабив короля Франциска І не стільки як майстер, що вибудував якісь ефектні споруди, а саме як інженер і автор архітектурних трактатів. У Франції Себастьяно Серліо створив проекти декількох приватних палаців, серед котрих збережений лише замок-палац Ансі-де-Фран.
Саме Серліо створив тип французького міського помешкання  — отель. В 1544—1546 рр. за проектом Себастьяно Серліо збудували Hotel de Ferrare a Parigi (Grande Ferrare) у Фонтенбло, що став прототипом багатьох помешкань аристократів 16-18 століть.
Пізні роки життя Серліо мало відомі, він жив у місті Ліон. Помер у Фонтенбло.

## Галерея

Проект храму роботи Себастьяно Серліо у виданні Жака Андруе Дюсерсо старшого, середина 16 ст.

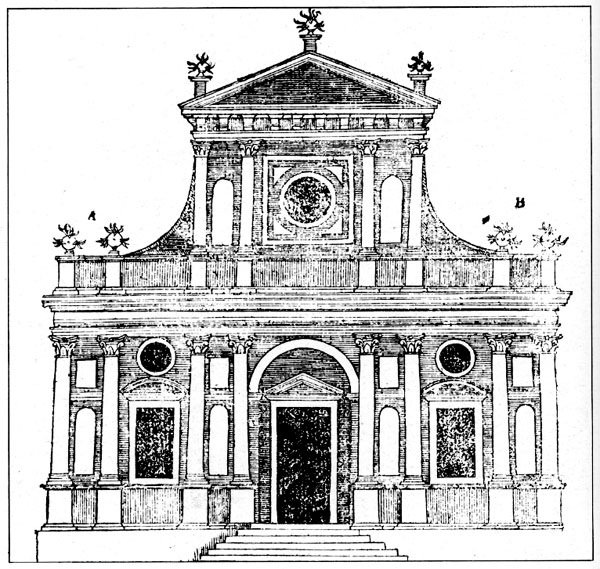
Модель церковного фасаду з книги Серліо 1537 року, що стала протопипом католицьких барокових фасадів на 200 років
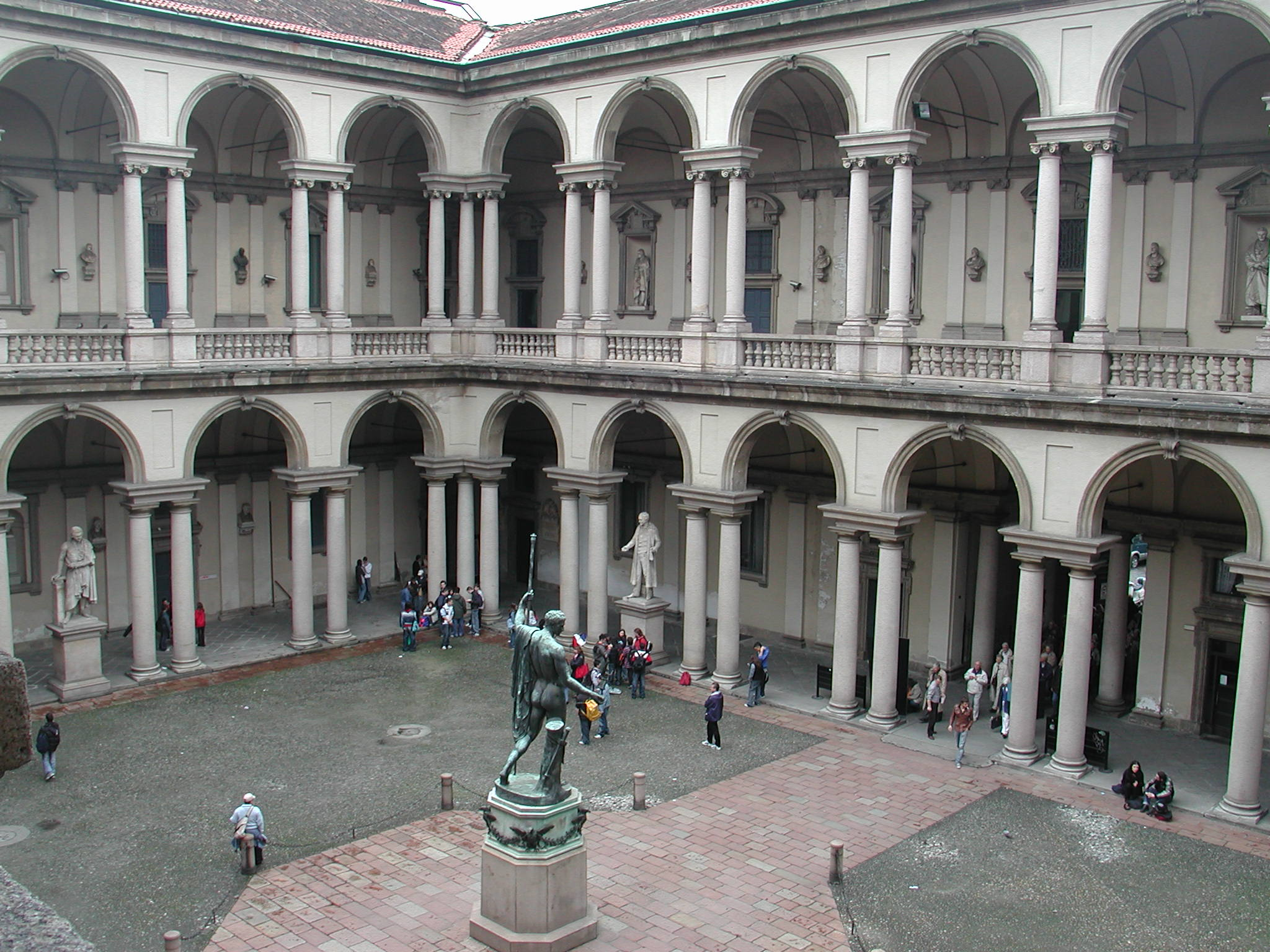
Внутрішній двір міланської Брери

## Впливи друкованих видань С. Серліо
Друковані видання С. Серліо знайшли уважних послідовників у самій Франції, в Нідерландах, в острівній Британії як підручник зразків з ідеями італійського відродження. Його плани і фасади римських церков помітно вплинули на архітектурний репертуар низки заальпійських будівничих. Вже через п'ять років після першого оприлюднення видання Серліо його передрукували у місті Антверпен у перекладі, що створив Пітер Кук ван Альст. Прихильником настанов Серліо в архітектурі був Ганс Вредеман де Вріс. Відомі передруки книги Серліо у редакції Пітера Кука ван Альста від 1606 та 1611 років. Видання книг Себастьяно Серліо були у приватних бібліотеках таких відомих північних архітекторів як Крістофер Рен та Ініго Джонс.